# Robinhood (entreprise)
Robinhood Markets, Inc. est une société américaine de services financiers basée à Menlo Park, en Californie,, et le nom de sa plateforme de courtage en ligne, qui se présente comme proposant des transactions sans commission, plateforme réglementée par la FINRA, inscrit auprès de la Securities and Exchange Commission des États-Unis et membre de la Securities Investor Protection Corporation.

## Histoire
Robinhood est cofondé en avril 2013 par Vladimir Tenev (entrepreneur bulgaro-américain, né le 13 février 1987 à Varna, en Bulgarie, Diplômé en mathématiques de Stanford University ayant entamé un doctorat à UCLA, abandonné pour se lancer dans l'entrepreneuriat où il a cofondé deux entreprises de trading haute fréquence, Celeris et Chronos, avant de co-créer Robinhood) et Baiju Bhatt (qui était étudiant avec lui à Stanford), qui constructeurs des plates-formes de trading haute fréquence pour les institutions financières de New York,. Tenev note que l'exécution d'une transaction ne coûte presque rien aux courtiers mais qu'ils facturent souvent tout de même des frais de 5 $ à 10 $ par transaction et demandent des comptes d'une valeur minimum de 500 $ à 5 000 $.
L'entreprise présente son application publiquement pour la première fois à LA Hacks, puis la publie en mars 2015.
En janvier 2015, 80 % des clients de l'entreprise sont des « millennials » et l'âge moyen des clients est de 26 ans,.
En avril 2017, Robinhood lève 110 millions de dollars, pour une valorisation de 1,3 milliard de dollars, dans un tour de table dirigé par Iouri Milner,. Le 10 mai 2018, Robinhood clôture un tour de table de financement de série D de 363 millions de dollars dirigé par DST Global. La valorisation de l'entreprise s'élève alors à 5,6 milliards de dollars.
En février 2018, la société annonce qu'elle déménage son siège social de Palo Alto à l'ancien siège du magazine Sunset à Menlo Park.
En mai 2019, des rapports de Bloomberg et d'autres points de vente rendent publique la recherche par Robinhood d'un financement supplémentaire de 200 millions de dollars, ce qui pourrait valoriser la société entre 7 et 10 milliards de dollars,. En novembre 2019, Robinhood annonce son expansion au Royaume-Uni.
Pendant le krach boursier de 2020, le trading sur Robinhood augmente. La hausse ultérieure du marché est partiellement attribuée aux utilisateurs de Robinhood, mais une étude indique que les commerçants de Robinhood ont un faible impact quotidien sur les principales actions. 
En mai 2020, Robinhood lève 280 millions de dollars de financement en capital-risque, menant sa valorisation à 8,3 milliards de dollars, lors d'un tour de table dirigé par Sequoia Capital, et, 3 mois plus tard, la société annonce un tour de financement de série G de 200 millions de dollars auprès d'un nouvel investisseur, D1 Capital Partners, le 17 août,. En 2020, Robinhood compte 13 millions d'utilisateurs,.
En 2021, l'entreprise entre en bourse (valorisation de 32 milliards de dollars) ;
En 2022, l'entreprise licencie 1100 personnes en deux vagues (avril et août) sur un total de 2600 personnes, se justifiant par la chute des marchés actions et des cryptomonnaies qui aurait occasionné une chute du chiffre d'affaires de 40% en un an. Par ailleurs la société enregistre une baisse du nombre d'utilisateurs actifs mensuels de 28% sur un an, à 15 millions en juin 2022. Le cours de l'action a baissé de 70% depuis l'introduction en juillet 2021.
Fin 2023, Robinhood annonce une offre dans l'Union européenne après avoir en annoncé une au Royaume-Uni ; et l'entreprise annonce un partenariat avec la franchise NBA des Washington Wizards. À ce titre, le logo de Robinhood apparaît sur les maillots. Un accord similaire est conclu avec les Memphis Grizzlies l'année suivante.

## Services
Les revenus de la société proviennent de trois sources principales : les intérêts gagnés sur la trésorerie des clients, la vente d'informations sur les ordres de vente aux traders à haute fréquence (une pratique pour laquelle la SEC ouvre une enquête en septembre 2020) et les prêts sur marge,. En 2020, Robinhood compte 13 millions d'utilisateurs,.

### Négociation d'actions
Le service original de Robinhood consiste en des transactions sans commissions d'actions et de fonds négocié en bourse. En février 2016, Robinhood introduit les dépôts instantanés, créditant instantanément les utilisateurs pour des dépôts allant jusqu'à 1 000 $. En septembre 2016, la société permet jusqu'à 50 000 $ de dépôts instantanés, la possibilité de réaliser des opérations sur marge ainsi que des analyses de marché. En février 2017, la société exécute plus de 30 milliards de dollars de transactions au total.
En octobre 2019, plusieurs courtiers telles que E-Trade, TD Ameritrade et Charles Schwab annoncent supprimer leurs frais de négociation ; en raison de la concurrence que leur fait Robinhood selon certains observateurs,.

### Trading de cryptomonnaies
Le 25 janvier 2018, Robinhood annonce une liste d'attente pour le trading de cryptomonnaies sans commission,. À la fin de la première journée, la liste d'attente passée à plus de 1 250 000 personnes. Robinhood commence à proposer des échanges de Bitcoin et d'Ethereum aux utilisateurs de Californie, du Massachusetts, du Missouri et du Montana en février 2018.

### Services bancaire
En juin 2018, Robinhood annonce être en pourparlers avec le Office of the Comptroller of the Currency pour obtenir une licence bancaire aux États-Unis, et en décembre 2018, Robinhood annonce que des comptes courants et d'épargne, avec des cartes de débit, seraient disponibles au début de 2019. En janvier 2019, la liste d'attente est cependant supprimée et le service n'est pas lancé.
Une nouvelle fonctionnalité de « gestion de trésorerie » est annoncée en octobre 2019, avec une assurance de la FDIC et de diverses banques partenaires. La fonctionnalité est lancée en décembre 2019.

## Controverses

### Paiement pour le flux d'ordres
Robinhood a fait l'objet de vives critiques en raison de son modèle économique reposant en partie sur le paiement pour le flux d'ordres (payment for order flow, ou PFOF), une pratique consistant à recevoir une rémunération d'un tiers (souvent une société de trading à haute fréquence) pour acheminer les ordres des clients vers sa plateforme d'exécution, plutôt que vers celle garantissant nécessairement le meilleur prix. Selon Bloomberg News (octobre 2018), Robinhood aurait ainsi tiré près de 50 % de ses revenus, ce qui sera confirmé par la CNBC. Le Wall Street Journal dénonce une facturation par Robinhood jusqu'à 60 fois plus élevée que celle de ses concurrents sur certains ordres d'actions. 
Cette méthode, parfois assimilée à une rétrocommission, soulève des questions de transparence et de conflit d'intérêts. En décembre 2019, la National Association of Securities Dealers a infligé à Robinhood une amende de 1,25 million de dollars pour manquement à l'obligation de garantir le meilleur prix à ses clients.
En décembre 2020, Robinhood est visée par une action collective pour ne pas avoir divulgué la part prépondérante de ses revenus provenant du PFOF.

### Violation de sécurité
En juillet 2019, Robinhood admet avoir stocké les mots de passe des clients en texte clair et sous une forme lisible dans leurs systèmes internes, selon les e-mails envoyés aux clients concernés. Robinhood refuse de révéler combien de clients sont touchés par l'erreur et affirme n'avoir trouvé aucune preuve d'abus.
Cependant, en 2020, la société reconnaît que près de 2000 comptes de Robinhood Markets ont été compromis lors d'un piratage et que les pirates avaient siphonné les fonds des clients, signe que les attaques étaient plus étendues que révélé auparavant.

### Effet de levier infini
En novembre 2019, un utilisateur du subreddit WallStreetBets partage un bug qui permet à certains utilisateurs de Robinhood d'emprunter des fonds illimités en vendant d'options d'achat couverte où les actions avaient été achetées à l'aide d'effet de levier et la prime de l'appel utilisée pour accéder à un effet de levier supplémentaire afin de racheter des options.
La faille est comblée peu de temps après et les comptes qui l'exploitaient suspendus, mais pas avant que certains comptes n'aient enregistré des pertes à six chiffres en utilisant ce que les utilisateurs de WallStreetBets surnomment le «code de triche d'argent infini» ("infinite money cheat code"),,.

### Pannes
Le 2 mars 2020, Robinhood subit une panne d'une journée à l'échelle du système lors du plus grand gain de points quotidien de l'histoire de Dow Jones, empêchant les utilisateurs d'effectuer la plupart des actions sur la plate-forme, y compris les positions d'ouverture et de fermeture. Au cours de cette panne, le S&P 500 grimpe de plus de 4,6 %. Les utilisateurs de Robinhood postulent que la panne est le résultat d'une erreur de codage concernant la gestion des années bissextiles pour le samedi 29 février 2020 mais Robinhood nie ces affirmations. L'entreprise déclare offrir des compensations au cas par cas.
Robinhood connaît une autre panne majeure du système le 9 mars. L'entreprise fait face à plusieurs poursuites en raison des pannes de mars 2020.

### Suicide d'Alexander E. Kearns
Robinhood fait face à une controverse en juin 2020 après le suicide d'un étudiant de l'Université du Nebraska, Alexander E. Kearns, après avoir constaté un solde de trésorerie négatif de 730 000 dollars sur son compte de trading sur marge Robinhood. Il est ensuite découvert qu'il s'agissait d'un solde négatif temporaire en raison d'une activité commerciale non réglée,. Dans sa note de suicide, Kearns, qui avait 20 ans au moment de sa mort, accuse Robinhood de lui avoir permis de prendre trop de risques.
Dans un communiqué de presse, l'entreprise promet d'envisager des critères et une formation supplémentaires pour les clients souhaitant obtenir des autorisations d'utilisation de services avancés de trading d'options.

### Enquête de la SEC en 2020
Le 2 septembre 2020, le Wall Street Journal rapporte que Robinhood fait l'objet d'une enquête de la Securities and Exchange Commission pour ne pas avoir complètement divulgué les ordres de vente de clients à des sociétés de trading à grande vitesse. Robinhood paie 65 millions de dollars pour régler l'enquête de la SEC le 17 décembre 2020.

### Affaire GameStop
Le 28 janvier 2021, Robinhood restreint l'achat de certaines actions à la suite d'un effort des utilisateurs du subreddit WallStreetBets pour réaliser une liquidation forcée des positions courtes. Cette décision suscite la condamnation des internautes sur le subreddit et sur Twitter,. Une membre de la chambre des représentants des États-Unis, Rashida Tlaib, demande une audition par la House Committee on Financial Services, tweetant que l'action de Robinhood est une «manipulation du marché» afin de protéger les hedge funds. La représentante démocrate Alexandria Ocasio-Cortez tweete que la restriction était "inacceptable", le républicain Ted Cruz et l'entrepreneur Elon Musk soutenant ce sentiment,,.
À la suite de la controverse, l'application mobile Robinhood subit un afflux d'avis négatifs sur Google Play. Google supprime au moins 100 000 avis de ce type, les qualifiant de "coordonnés ou inorganiques",,.
Des manifestants se présentent devant le siège de Robinhood à Menlo Park, en Californie, au siège de la Securities and Exchange Commission à Washington, DC, et à la Bourse de New York. Le 28 janvier, une action collective contre Robinhood pour manipulation présumée du marché est déposée,. Plus tard dans la journée, la société annonce qu'elle permet de façon limitée de reprendre les achats d'actions le 29 janvier.
À la suite de l'affaire GameStop, Robinhood diffuse une publicité au Superbowl 2021.